# Ronde van Frankrijk 2010/Twaalfde etappe
De twaalfde etappe van de Ronde van Frankrijk 2010 werd verreden op vrijdag 16 juli 2010 over een afstand van 210,5 kilometer van Bourg-de-Péage naar Mende.
Deze etappe was een heuveletappe met twee bergen van de tweede categorie na 96 km en na 208,5 km en drie bergen van de derde categorie na 31 km, 59 km en 133 km.
De tussensprints waren in Mariac na 74,5 kilometer en in Langogne na 158,5 kilometer.
De finish was op de landingsbaan van het vliegveld van Mende, waar Joaquím Rodríguez als eerste aankwam voor Alberto Contador en diens teamgenoot Aleksandr Vinokoerov.

## Verloop

### Bergsprints
| Beklimming Côte de Saint-Barthélémy-le-Plain na 31 km | Beklimming Côte de Saint-Barthélémy-le-Plain na 31 km | Beklimming Côte de Saint-Barthélémy-le-Plain na 31 km | 3e cat. 10,7 km à 3,1 % | 3e cat. 10,7 km à 3,1 % |
| Plaats                                                | Naam                                                  | Naam                                                  | Punten                  |                         |
| Winnaar                                               | Pierrick Fédrigo                                      | Pierrick Fédrigo                                      | 4                       |                         |
| 2                                                     | Ryder Hesjedal                                        | Ryder Hesjedal                                        | 3                       |                         |
| 3                                                     | Rui Alberto Costa Fario                               | Rui Alberto Costa Fario                               | 2                       |                         |
| 4                                                     | Rein Taaramäe                                         | Rein Taaramäe                                         | 1                       |                         |

| Beklimming Col des Nonières na 59 km | Beklimming Col des Nonières na 59 km | Beklimming Col des Nonières na 59 km | 3e cat. 5,7 km à 3,8 % | 3e cat. 5,7 km à 3,8 % |
| Plaats                               | Naam                                 | Naam                                 | Punten                 |                        |
| Winnaar                              | Anthony Charteau                     | Anthony Charteau                     | 4                      |                        |
| 2                                    | Christophe Kern                      | Christophe Kern                      | 3                      |                        |
| 3                                    | Vasil Kiryjenka                      | Vasil Kiryjenka                      | 2                      |                        |
| 4                                    | Gorka Verdugo                        | Gorka Verdugo                        | 1                      |                        |

| Beklimming Suc de Montivernoux na 96 km | Beklimming Suc de Montivernoux na 96 km | Beklimming Suc de Montivernoux na 96 km | 2e cat. 13,7 km à 4,4 % | 2e cat. 13,7 km à 4,4 % |
| Plaats                                  | Naam                                    | Naam                                    | Punten                  |                         |
| Winnaar                                 | Sandy Casar                             | Sandy Casar                             | 10                      |                         |
| 2                                       | Anthony Charteau                        | Anthony Charteau                        | 9                       |                         |
| 3                                       | Carlos Barredo                          | Carlos Barredo                          | 8                       |                         |
| 4                                       | Mario Aerts                             | Mario Aerts                             | 7                       |                         |
| 5                                       | Mathieu Perget                          | Mathieu Perget                          | 6                       |                         |
| 6                                       | Rafael Valls                            | Rafael Valls                            | 5                       |                         |

| Beklimming Côte de la Mouline na 133 km | Beklimming Côte de la Mouline na 133 km | Beklimming Côte de la Mouline na 133 km | 3e cat. 3,9 km à 5 % | 3e cat. 3,9 km à 5 % |
| Plaats                                  | Naam                                    | Naam                                    | Punten               |                      |
| Winnaar                                 | Anthony Charteau                        | Anthony Charteau                        | 4                    |                      |
| 2                                       | Sandy Casar                             | Sandy Casar                             | 3                    |                      |
| 3                                       | Carlos Barredo                          | Carlos Barredo                          | 2                    |                      |
| 4                                       | Aleksandr Vinokoerov                    | Aleksandr Vinokoerov                    | 1                    |                      |

| Beklimming Côte de la Croix-Neuve na 208,5 km | Beklimming Côte de la Croix-Neuve na 208,5 km | Beklimming Côte de la Croix-Neuve na 208,5 km | 2e cat. 3,1 km à 10,1 % | 2e cat. 3,1 km à 10,1 % |
| Plaats                                        | Naam                                          | Naam                                          | Punten                  |                         |
| Winnaar                                       | Joaquím Rodríguez                             | Joaquím Rodríguez                             | 20                      |                         |
| 2                                             | Alberto Contador                              | Alberto Contador                              | 18                      |                         |
| 3                                             | Aleksandr Vinokoerov                          | Aleksandr Vinokoerov                          | 16                      |                         |
| 4                                             | Andy Schleck                                  | Andy Schleck                                  | 14                      |                         |
| 5                                             | Jurgen Van den Broeck                         | Jurgen Van den Broeck                         | 12                      |                         |
| 6                                             | Samuel Sánchez                                | Samuel Sánchez                                | 10                      |                         |

### Tussensprints
| Tussensprint Mariac na 74,5 km |                     |        |
| Plaats                         | Naam                | Punten |
| Winnaar                        | Grega Bole          | 6      |
| 2                              | Thor Hushovd        | 4      |
| 3                              | Kanstantsin Siwtsow | 2      |

| Tussensprint Langogne na 158,5 km |                  |        |
| Plaats                            | Naam             | Punten |
| Winnaar                           | Thor Hushovd     | 6      |
| 2                                 | Grega Bole       | 4      |
| 3                                 | Anthony Charteau | 2      |

## Rituitslag
| Plaats  | Naam                  | Ploeg              | Tijd     |
| ------- | --------------------- | ------------------ | -------- |
| Winnaar | Joaquím Rodríguez     | Katjoesja          | 4u58'26" |
| 2       | Alberto Contador      | Astana             | z.t.     |
| 3       | Aleksandr Vinokoerov  | Astana             | + 0'04"  |
| 4       | Jurgen Van den Broeck | Omega Pharma-Lotto | + 0'10"  |
| 5       | Andy Schleck          | Team Saxo Bank     | z.t.     |
| 6       | Samuel Sánchez        | Euskaltel-Euskadi  | z.t.     |
| 7       | Andreas Klöden        | Team RadioShack    | z.t.     |
| 8       | Denis Mensjov         | Rabobank           | z.t.     |
| 9       | Robert Gesink         | Rabobank           | + 0'15"  |
| 10      | Roman Kreuziger       | Liquigas-Doimo     | z.t.     |

## Strijdlustigste renner
|  | Renner               | Ploeg  |
|  | -------------------- | ------ |
|  | Aleksandr Vinokoerov | Astana |

## Algemeen klassement
| Plaats    | Naam                  | Ploeg              | Tijd      |
| --------- | --------------------- | ------------------ | --------- |
| Gele trui | Andy Schleck          | Team Saxo Bank     | 58u42'01" |
| 2         | Alberto Contador      | Astana             | + 0'31"   |
| 3         | Samuel Sánchez        | Euskaltel-Euskadi  | + 2'45"   |
| 4         | Denis Mensjov         | Rabobank           | + 2'58"   |
| 5         | Jurgen Van den Broeck | Omega Pharma-Lotto | + 3'31"   |
| 6         | Levi Leipheimer       | Team RadioShack    | + 4'06"   |
| 7         | Robert Gesink         | Rabobank           | + 4'27"   |
| 8         | Joaquím Rodríguez     | Team Katusha       | + 4'58"   |
| 9         | Luis León Sánchez     | Caisse d'Epargne   | + 5'02"   |
| 10        | Roman Kreuziger       | Liquigas-Doimo     | + 5'16"   |

## Nevenklassementen

### Puntenklassement
| Plaats      | Naam                | Ploeg               | Punten |
| ----------- | ------------------- | ------------------- | ------ |
| Groene trui | Thor Hushovd        | Cervélo             | 167    |
| 2           | Alessandro Petacchi | Lampre-Farnese Vini | 161    |
| 3           | Robbie McEwen       | Team Katusha        | 138    |
|             |                     |                     |        |
| 14          | Jürgen Roelandts    | Omega Pharma-Lotto  | 68     |
| 32          | Robert Gesink       | Rabobank            | 34     |

### Bergklassement
| Plaats        | Naam             | Ploeg              | Punten |
| ------------- | ---------------- | ------------------ | ------ |
| Bolletjestrui | Anthony Charteau | Bbox Bouygues      | 107    |
| 2             | Jérôme Pineau    | Quick Step         | 92     |
| 3             | Mario Aerts      | Omega Pharma-Lotto | 65     |
|               |                  |                    |        |
| 13            | Robert Gesink    | Rabobank           | 32     |

### Jongerenklassement
| Plaats     | Naam             | Ploeg              | Tijd       |
| ---------- | ---------------- | ------------------ | ---------- |
| Witte trui | Andy Schleck     | Team Saxo Bank     | 58u42'01   |
| 2          | Robert Gesink    | Rabobank           | + 4'27"    |
| 3          | Roman Kreuziger  | Liquigas-Doimo     | + 5'16"    |
|            |                  |                    |            |
| 12         | Francis De Greef | Omega Pharma-Lotto | + 1u03'17" |

### Ploegenklassement
| Plaats | Ploeg            | Tijd       |
| ------ | ---------------- | ---------- |
| 1      | Team RadioShack  | 176u11'16" |
| 2      | Caisse d'Epargne | + 0'21"    |
| 3      | Astana           | + 15'43"   |

## Opgaves
- Samuel Dumoulin (Cofidis) (niet gestart)
- Tyler Farrar (Team Garmin-Transitions)